# Sekaisen
Sekaisen（セカイセン）は、日本の女性アイドルグループ。エイトワン所属。2021年9月25日デビュー。

## 概要
2020年12月に活動を停止したアイドルグループIVOLVEの楽曲を受け継ぐグループとして2021年9月25日にデビュー。
2024年6月30日に解散した。

## 最終メンバー
| 名前                           | 誕生日   | 出身地 | 身長  | 活動開始日      | 備考                             |
| ------------------------------ | -------- | ------ | ----- | --------------- | -------------------------------- |
| 鳥羽 かなこ（とば かなこ）     | 12月20日 | 大阪府 | 161cm | 初期～          | 元No,SateLight                   |
| 宮崎 乃綾（みやざき のあ）     | 9月28日  | 宮崎県 | 156cm | 初期～          | 元BudLaB、元Checkmate、元IVOLVE  |
| 高瀬麗央苗（たかせ れおな）    | 6月24日  |        |       | 2023年3月25日～ | 元maplez、元LeirA                |
| 延命 まい（えんめい まい）     | 1月12日  | 群馬県 | 147cm | 2023年9月23日～ | 卒業後、東京CuteCute研究生に加入 |
| 鈴白 ぴより（すずしろ ぴより） |          |        |       | 2023年9月23日～ | 卒業後、Payrin'sに加入           |

## 旧メンバー
| 名前                         | 誕生日   | 出身地   | 身長  | 活動期間            | 備考                                                                       |
| 小鳥遊あむ                   | 11月10日 | 広島県   | 155cm | 初期～2022年2月2日  | 元GINGANEKO、元HIROSHIMA GO!GO!（兼任）、元I'm Funny Fable、元meteonomicon |
| 桃瀬 みゅう（ももせ みゅう） | 12月3日  | 神奈川県 | 155cm | 初期～2022年10月8日 |                                                                            |
| 朝日 りか（あさひ りか）     | 3月19日  | 愛知県   | 159cm | 初期～2023年2月4日  | 卒業後、夢日りかとしてUPローチに加入                                       |
| 羽衣 雅美香（うい あみか）   | 8月26日  | 神奈川県 | 154cm | 初期～2023年2月4日  |                                                                            |
| 月野 咲良（つきの さくら）   | 2月23日  | 埼玉県   | 157cm | 初期～2023年7月18日 | 元No,SateLight                                                             |

## 作品

### 配信シングル
| ＃ | リリース日    | タイトル      |
| -- | ------------- | ------------- |
| 1  | 2021年9月22日 | Hello         |
| 2  | 2022年1月1日  | Dead or Alive |

## ライブ
- 2021/09/25 Debut LIVE『Attract』@SHIBUYA DIVE
- 2021/11/06 Free Live『Let'sGo Party』@恵比寿CreAto
- 2021/12/04 Free Live『Later Festival』@恵比寿CreAto
- 2021/12/29 1st ONEMANLIVE『Butterfly Effect』@SHIBUYA DIVE
- 2022/02/03 Sekaisen All Songs Live『Distance』@恵比寿CreAto
- 2022/09/25 Sekaisen 1st Anniversarry Live『Dead or Alive』@SHIBUYA DIVE
- 2023/01/22 Sekaisen All Songs Live『fantasia』@CLUB CRAWL